# Christoph Rheineck
Christoph Rheineck (Memmingen, 1 de noviembre de 1748 - Memmingen, 29 de julio de 1797) fue un compositor alemán.
En un principio se dedicó al comercio en San Galo y en Lucerna, pero luego se dedicó a la composición, habiendo cosechado muchos éxitos, en Francia principalmente. En Lyon estrenó su ópera L'amant statue o Le nouveau Pygmalion (1774), y compuso otra ópera titulada Rinaldo, estrenada el 1779. También es autor de varios lieder.